# 스타라그라디슈카

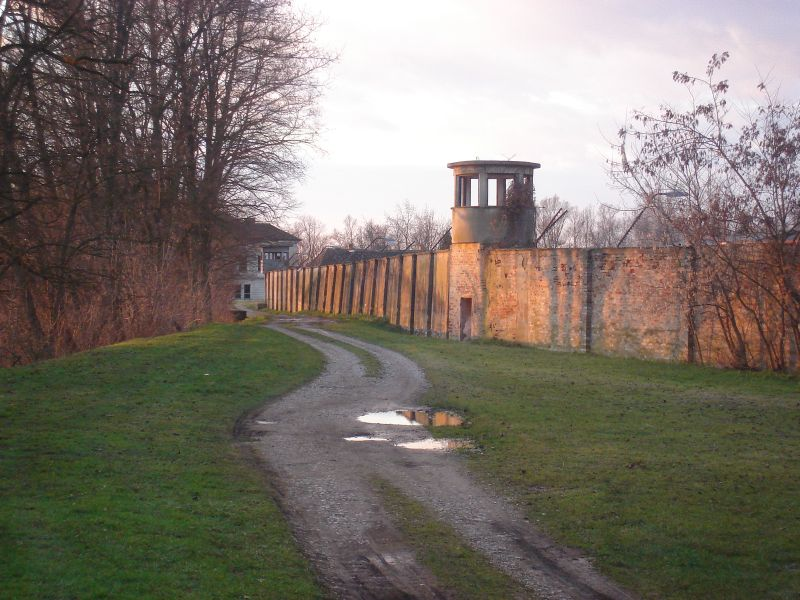

스타라그라디슈카(크로아티아어: Stara Gradiška)는 크로아티아 브로드포사비나주에 위치한 도시로 인구는 1,346명(2011년 기준)이다. 사바강 좌안과 접하며 강 반대편에는 보스니아 헤르체고비나 그라디슈카(보산스카그라디슈카)가 위치한다.